# Treinta y Tres (departamento)
Treinta y Tres é um departamento do Uruguai, sua capital é a cidade Treinta y Tres, localizado no leste do país.

## Limites
- Brasil  - Lagoa Mirim, a leste;
- Cerro Largo ao norte;
- Durazno e Florida a oeste;
- Lavalleja e Rocha ao sul.

## Geografia

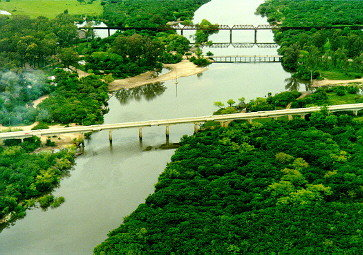
Parque do rio Olimar, com suas famosas três pontes

Treinta y Tres possui área total de 9.529 km², correspondente a 5,4% da área total do Uruguai.
Possui um relevo pouco montanhoso, apenas algumas colinas na parte ocidental do departamento (Coxilha Grande e Coxilha de Carmen) e  no sul (Coxilha de Palomeque) e elevações muito suaves no centro (El Yerbal). A parte oriental é mais plana.
O departamento conta com uma grande quantidade de rios, riachos e lagoas. Os rios mais importantes são os rios Cebollatí, na fronteira meridional do departamento, e Tacuarí na fronteira setentrional, que confluem na Lagoa Mirim. Entre os rios mais importantes também se encontra o rio Olimar, o principal afluente do Cebollatí, ele é importante no abastecimento de água à população, com ajuda dos vários afluentes de sua bacia. A importância do Olimar faz com que os habitantes de Treinta y Tres sejam chamados de "olimareños".
No departamento se encontra a primeira área nacional protegida do país, a Quebrada dos Corvos foi incorporada no ano de 2008 ao Sistema Nacional de Áreas Protegidas (SNAP), sendo a primeira de uma série de áreas que ingressaram neste ano.

## História

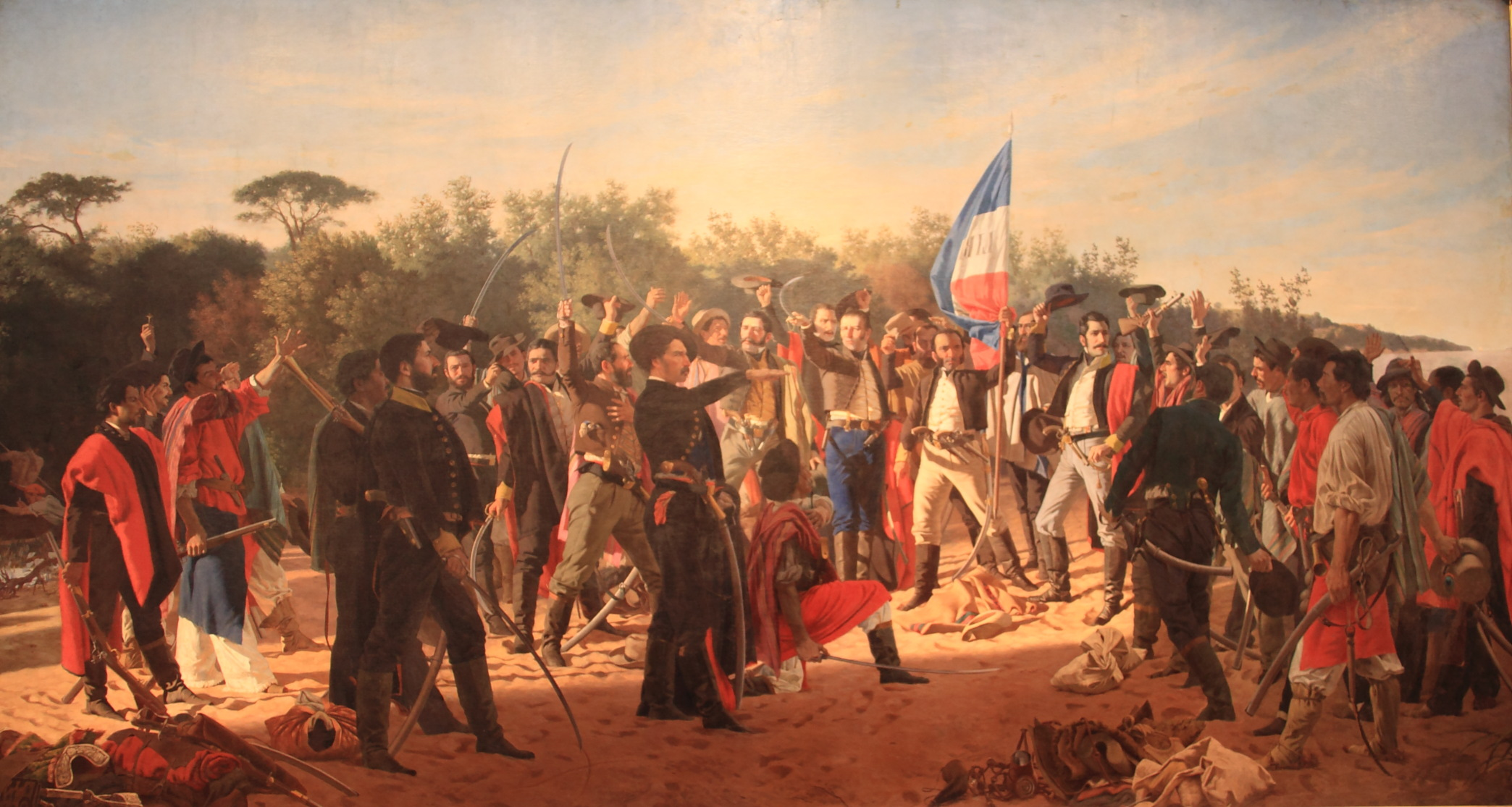
Lavalleja e o juramento dos 33 orientais

O departamento de Treinta y Tres foi constituído em 1884, com territórios pertencentes aos departamentos de Cerro Largo e Minas (atualmente Lavalleja). Possui este nome em homenagem aos Trinta e Três Orientais, que liderados por Juan Antonio Lavalleja, lutaram pela independência da antíga Província Cisplatina (o atual Uruguai) do Império do Brasil.

## Economia
A economia do departamento se baseia principalmente na pecuária e na agricultura, com destaque para o cultivo de milho, arroz e outros cereais. A indústria do departamento está basicamente vinculada a agricultura e a pecuária. Existem também indústrias de papel.

## Demografia
A população do departamento de acordo com o censo de 2004, é de 49.318 habitantes, sendo 24.282 homens e 25.036 mulheres, correspondente a 1,52% da população total do país.
A taxa de natalidade reduziu aproximadamente 25% no período 1996-2004, ficando situada em 14,7 por mil em 2004. Por outro lado, a taxa de mortalidade infantil reduziu 10% no mesmo período.

### Principais centros urbanos
Cidades ou povoados com população de 1.000 ou mais habitantes (censo de 2004):
| Cidade/povoado           | 1996   | 2004   |
| ------------------------ | ------ | ------ |
| Cerro Chato              | 1.140  | 1.661  |
| Ejido de Treinta y Tres  | 4.402  | 6.115  |
| General Enrique Martínez | 1.342  | 1.513  |
| Santa Clara de Olimar    | 2.459  | 2.305  |
| Treinta y Tres           | 26.390 | 25.711 |
| Vergara                  | 3.983  | 3.985  |
| Villa Sara               | 972    | 1.056  |

## Pessoas famosas
- Luis Hierro Gambardella, ministro (1967), deputado (1955 - 1967) e senador (1967 - 1973).
- Luis Hierro, deputado do Partido Colorado, pai de Luis Hierro Gambardella
- Ruben Lena - escritor
- Braulio López - músico
- Pepe Guerra - músico
- Darío Silva - futebolista